# Zosterops mouroniensis
El anteojitos de la Gran Comora (Zosterops mouroniensis) es una especie de ave dentro de la familia Zosteropidae. Como su nombre sugiere, es endémica del bosque tropical de Philippia que crece en el Monte Karthala en la isla Gran Comora en Comoras. Se encuentra amenazada por la destrucción de su hábitat.